# Grand Prix de Wallonie 2011
Il Grand Prix de Wallonie 2011, cinquantaduesima edizione della corsa, valido come evento dell'UCI Europe Tour 2011 categoria 1.1, si svolse il 14 settembre 2011 per un percorso di 203,1 km. Fu vinto dal belga Philippe Gilbert, che giunse al traguardo in 5h 00' 08" alla media di 40,602 km/h.
Dei 170 ciclisti alla partenza furono 147 a portare a termine la competizione.

## Ordine d'arrivo (Top 10)
| Pos. | Corridore          | Squadra         | Tempo    |
| ---- | ------------------ | --------------- | -------- |
| 1    | Philippe Gilbert   | Omega Pharma    | 5h00'08" |
| 2    | Julien Simon       | Saur-Sojasun    | a 2"     |
| 3    | Björn Leukemans    | Vacansoleil     | s.t.     |
| 4    | Bert De Waele      | Landbouwkrediet | s.t.     |
| 5    | Davy Commeyne      | Landbouwkrediet | s.t.     |
| 6    | Michał Kwiatkowski | RadioShack      | s.t.     |
| 7    | Óscar Freire       | Rabobank        | s.t.     |
| 8    | Guillaume Levarlet | Saur-Sojasun    | s.t.     |
| 9    | Stefan Denifl      | Leopard         | s.t.     |
| 10   | Maxime Vantomme    | Katusha         | s.t.     |